# Рудолф IV фон Раперсвил
Рудолф IV (III) фон Раперсвил (на немски: Rudolf IV (III). von Rapperswil; † 28 юли 1262) е граф от род Раперсвил в кантон Санкт Гален. Роднина е на римско-немския крал Рудолф I (1218 – 1291). Рудолф III фон Раперсвил/фон Вац се нарича от 1255 г. „граф Рудолф IV фон Раперсвил“.
Той е син на граф Рудолф II (VIII) фон Раперсвил († 1255) и съпругата му Мехтилдис († 1259). Внук е на граф Рудолф I (VII) фон Раперсвил († 1250) и Мехтилдис фон Кибург († сл. 1232). Сестра му Анна фон Раперсвил († 1253) е омъжена пр. 9 февруари 1248 г. за граф Хартман V фон Кибург († 1263).
Рудолф IV (III) фон Раперсвил умира на 28 юли 1262 г. и е погребан във Вурмсбах.

## Фамилия
Рудолф IV (III) фон Раперсвил се жени за Мехтилд фон Нойфен или фон Вац († сл. 1267), дъщеря на
граф Бертхолд II фон Нойфен-Марщетен († сл. 1268/сл. 1274) и Берхта фон Марщетен († сл. 1259). Те имат тъщеря:
- Елизабет фон Раперсвил († 10 април 1309 в Раперсвил), наследничка, съ-управлява Раперсвил с баща си, омъжена I. пр. 10 януари 1283 г. за граф Лудвиг I фон Хомберг, господар на Раперсвил († 27 април 1289 в битка при Шлосхалде), II. пр. 12 март 1296 г. за граф Рудолф III (VI) фон Хабсбург-Лауфенбург, господар на Раперсвил (* 15 февруари 1270; † 22 януари 1315)

Вдовицата му Мехтилд фон Нойфен се омъжва втори път пр. 11 февруари 1263 г. за граф Хуго I фон Верденберг-Хайлигенберг (* ок. 1231; † 7 декември 1280).